# Smrdan grad
Smrdan grad (još i Smrden grad) je utvrda iznad mjesta Klek uz stari put koji je spajao dolinu Neretve s Dubrovačkim primorjem.
Današnji ostatci utvrde sagrađeni su krajem 17. stoljeća na mjestu nekadašnje utvrde iz srednjeg vijeka, nakon što su je Mlečani 1689. osvojili od Osmanlija. Utvrda je trokutastog tlocrta s bedemima od oko 50 metara po svakoj strani. Na njenu jugoistočnom dijelu je kula četverokutna tlocrta, a na sjeveroistoku kula kružnog tlocrta. Unutar utvrde početkom 18. stoljeća sagrađena je jednobrodna crkva s pravokutnom apsidom i zvonikom na preslicu. Najprije je bila posvećena sv. Roku, a poslije Velikoj Gospi. Kompleks se nalazi se na popisu kulturnih dobara Republike Hrvatske, a u njegovoj blizini pronađeno je i nekoliko stećaka.
Utvrda je dobila ime po legendi o neugodnom mirisu leševa Osmanlija koji su ostali na prilazima utvrdi nakon neuspješne opsade.
Na brdu iznad Smrdan grada unutar tri koncentrična suhozida nalazi se tvrđava Gradina. Datira iz predrimskog doba, a s nje se pruža pogleda na Ston, Pelješac, ušće Neretve i Naronu.

## Zaštita
Pod oznakom Z-5833 zavedeno je kao nepokretno kulturno dobro - pojedinačno, pravna statusa zaštićena kulturnog dobra, klasificirano kao "vojna i obrambena građevina".